# Sympherobius innoceus
Sympherobius innoceus là một loài côn trùng trong họ Hemerobiidae thuộc bộ Neuroptera. Loài này được Steinmann miêu tả năm 1965.